# Momolu Massaquoi

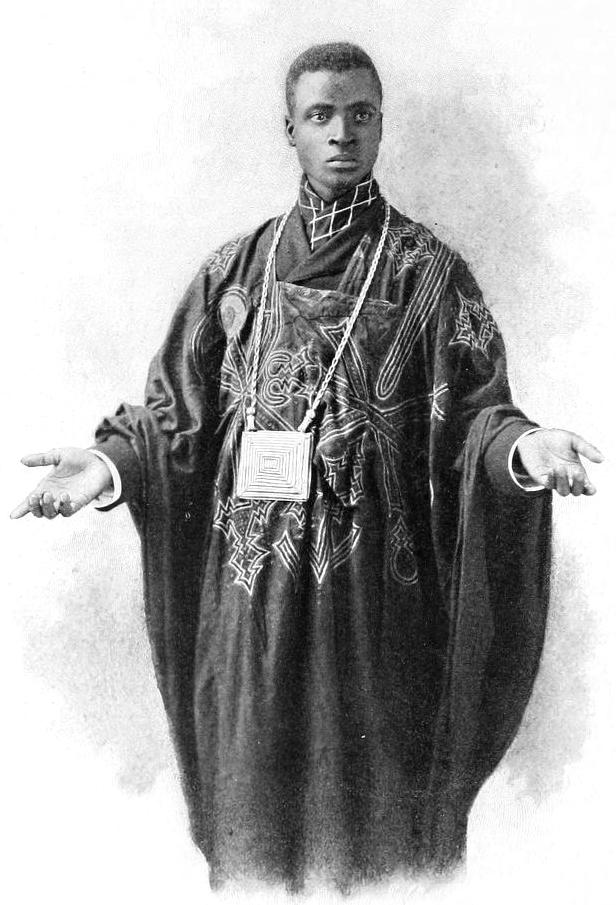
Porträt von Massaquoi, 1905

Momulu Massaquoi (* 6. Dezember 1869; † 15. Juni 1938) war ein liberianischer Politiker, Diplomat und Monarch des Volkes der Vai in Sierra Leone und Liberia. Er diente von 1922 bis 1930 als liberianischer Generalkonsul in Deutschland und war der erste einheimische afrikanische Diplomat im modernen Europa.

## Leben
Massaquoi wurde 1869 als Sohn von König Lahai und Königin Fatama Bendu Sandemani aus N’Jabacca geboren. Er besuchte eine Missionsschule in Cape Mount, bevor er in die Vereinigten Staaten reiste, um das Central Tennessee College zu besuchen.
Massaquoi wurde von seiner Mutter dazu angehalten, schon früh mit dem Lernen zu beginnen. Seine Eltern waren beide Muslime, und in der Hoffnung, dass ihr Sohn den Koran lesen lernen würde, schickten sie ihn im Alter von acht Jahren als Schüler zu einem muslimischen Geistlichen. Zwei Jahre später kam er unter christlichen Einfluss in einer Missionsschule der protestantischen Episkopalkirche, wo er die englische Sprache lernen sollte. Nach einem mehrjährigen Aufenthalt in der Mission wurde er getauft und konfirmiert.
Im Jahr 1888 begann er das Central Tennessee College in Nashville zu besuchen. Seine Mutter starb während seines Studiums und ihr Tod machte ihn zum rechtmäßigen Herrscher von N’Jabacca. Er sah es als seine Pflicht an, zu seinem Volk zurückzukehren, besuchte jedoch erneut die Vereinigten Staaten, um Afrika beim Parlament der Religionen und beim Afrikanischen Ethnologischen Kongress im Zusammenhang mit der Weltausstellung Columbian Exposition zu vertreten. Im Mai 1900 eröffnete er eine Industrieschule in Ghendimah, der Hauptstadt von Gallinas. Hier wurden die Schüler in Englisch, Vai und Arabisch sowie in den industriellen Künsten unterrichtet. Nach seinen eigenen Worten war er bestrebt, „eine afrikanische Zivilisation zu entwickeln, die unabhängig von jeder anderen ist, aber wie andere auf einem soliden christlichen Prinzip beruht“.

### Generalkonsul in Hamburg
Die Hansestadt Hamburg unterhielt bereits vor dem Ersten Weltkrieg diplomatische Beziehungen zu Liberia, wenn auch der Generalkonsul ein Entsandter europäischer Handelshäuser gewesen war. Durch eine Gesetzesänderung in Liberia wurde Massaquoi als Generalkonsul in Hamburg ernannt. Am 12. Juni 1922 kam er mit der Wigbert im Hamburger Hafen an. Seine Familie bewohnte zunächst eine Wohnung in der Schlüterstraße im Stadtteil Rotherbaum, ehe sie in die Villa in der Johnsallee 22 zogen.
Schwerpunkt seiner Arbeit war die Intensivierung der deutsch-liberianischen Wirtschaftsbeziehungen. Die Hälfte des liberianischen Seehandels wurde mit dem Deutschen Reich abgewickelt und Massaquoi stellte die Landesprodukte auf Messen vor.
Massaquoi nahm einen Lehrauftrag an der Universität Hamburg an; er dozierte die Sprache Vai in der Afrikanistik.
Die Villa entwickelte sich zu einem Zentrum afrikanischer Intellektueller, die ihn wie W. E. B. Du Bois, George Padmore als auch Louis Armstrong und James W. Ford auf Durchreise besuchten.
1929 kehrte Massaquoi nach Liberia zurück; sein Cousin James S. Wiles trat die Nachfolge als Generalkonsul in Hamburg an. Er wurde Postminister des Landes.

## Familie
Momolu Massaquoi war der Großvater von Hans-Jürgen Massaquoi und der Vater von Fasia Jansen.